# 古沢賢太郎
古沢 賢太郎（ふるさわ けんたろう、1974年10月14日 - ）は、千葉県船橋市出身のプロデューサー。株式会社アークプロダクション代表取締役社長。通称：ken-ken（ケンケン）。船橋市立船橋中学校、日本大学習志野高等学校、日本大学卒業。

## 略歴
- 1993年7月 TAOコーポレーション
- 1997年4月 エイベックス・ディー・ディー株式会社 (現:エイベックス・グループ・ホールディングス株式会社)
- 1998年10月 エイベックス・ディストリビューション株式会社
- 2001年4月 エイベックス株式会社
- 2005年4月 エイベックス・エンタテインメント株式会社 音楽事業部 制作部長 [1]
- 2009年1月 エイベックス・マネジメント株式会社（兼任）
- 2013年9月 株式会社アークプロダクション設立、代表取締役社長就任
- 2023年7月 株式会社VENEW 取締役就任（株式会社COLORVERSE JAPANから社名変更）

## 来歴
- 1993年、ベーシスト沢田泰司が所属するバンドLOUDNESS〜D.T.RのTAIJI アシスタント。のちにTAIJIは死去。
- エイベックスでは女性シンガーを中心に浜崎あゆみ、AAA、girl next doorをはじめ、数々のエイベックス所属アーティストの作品に携わる。[2]
- 2011年、K-POPアーティストU-KISS、元東方神起 ジュンスの双子の兄JUNOをマネジメント。
- hpqレーベルの責任者。LUNA SEA,SOPHIAなどバンドミュージシャンの制作を統括。その後、GACKT所属事務所とプロデューサー契約。
- 2013年、総合マネジメント会社としてアークプロダクションを設立。自社レコードレーベルを発足。
- 2015年、韓国のHIP HOPグループBlock Bとプロデューサー契約。
- 2016年、エイベックスマネジメントとマネジメント提携（浜崎あゆみ）。
- 2019年、AKSとプロデュース提携（AKB48グループ,IZ*ONE,宮脇咲良,本田仁美,矢吹奈子）。
- 2021年、ユニバーサルEMIからデビューした男女デュオまるりとりゅうがをプロデュース提携。

## 人物
- バスケットボールが得意で、小学校、中学校、高校いずれも主将。

## 関連アーティスト
- 浜崎あゆみ
- alan
- X JAPAN
- 沢田泰司
- D.T.R
- LUNA SEA
- GACKT
- SOPHIA
- 松岡充
- JUNO
- U-Kiss
- Block B
- IZ*ONE
- まるりとりゅうが
- 宮脇咲良
- 本田仁美
- 矢吹奈子
- 下尾みう
- MAVE:

## 関連タレント
- 永井麻央
- ローレン・マイコラス
- ジュンス

## プロデュース
- 2013年  GACKT 所属事務所 株式会社G-PRO 統括プロデュース
- 2014年  Block B 所属事務所 株式会社アービング 統括プロデュース